# Prosper de Haulleville
Prosper Charles Alexandre, Baron de Haulleville  (* 28. Mai 1830 in Echternach, Luxemburg; † 25. April 1898 in Brüssel) war ein belgischer Publizist und Führer einer katholisch-konservativen Partei. 

## Leben
Prosper de Haulleville (sprich „olwil“), aus einer lothringischen Emigrantenfamilie stammend, wurde, nachdem er in Lüttich, Brüssel, Paris und Bonn Rechtswissenschaften studiert und promoviert hatte, 1856 Professor des Naturrechts an der Universität Gent. Diese Stelle verdankte er dem Ministerium De Decker-Vilain XIIII, nach dessen Sturz 1857 er seines Amtes enthoben wurde. Daraufhin nahm er an der Gründung des katholisch-konstitutionellen Oppositionsblattes L’Universel teil und wurde 1860 dessen Chefredakteur. 1865 übernahm er die Leitung der Revue générale und gleichzeitig Anfang 1878 die des Journal de Bruxelles, des hervorragendsten Blatts der konstitutionell- katholischen Partei in Belgien. Er wurde später Ober-Konservator des königlichen Kunstgewerbe- und archäologischen Museums und 1887 Geschichtsprofessor an der Militärakademie.

## Hauptwerke
- Histoire des communes lombardes depuis leur origine jusqu'à la fin du XIIIe siècle. 2 Bände. Gent 1857–58 (von der Akademie 1862 mit dem großen fünfjährigen Preis gekrönt)
- Examen critique du projet de loi sur l’abolition des octrois communaux. Brüssel 1860
- Les institutions représentatives en Autriche. Paris 1863
- Les Allemands depuis la guerre de sept ans. Brüssel 1868
- De l'enseignement primaire en Belgique. Brüssel 1870
- La nationalité belge, ou Flamands et Wallons. Gent 1875
- La définition du droit. Brüssel 1875
- De l'avenir des peuples catholiques. Brüssel 1876 (in neun Sprachen übersetzt, u. a. deutsch, Mainz 1876)
- Projet de modification de la loi du 1 juillet 1879 sur l’enseignement primaire. 1884
- Portraits et silhouettes. 2 Bände, Brüssel 1892–93